# سینی هاکینن
سینی هاکینن (۱۹ مارس ۱۹۹۰) یک والیبالیست فنلاندی است که بین سال‌های ۲۰۰۸ تا ۲۰۱۴ برای تیم ال‌پی ویستی در لیگ والیبال فنلاند بازی کرد و در هر شش فصل با این تیم قهرمان فنلاند شد. هاکینن تیم ملی والیبال زنان فنلاند نیز ۲۴ بازی ملی بین سال‌های ۲۰۰۶ تا ۲۰۱۰ انجام داد. او ۱۸۳ سانتی‌متر قد دارد و راست دست است.
خواهر دوقلوی هاکینن، سانا هاکینن نیز یک بازیکن والیبال است.

## حرفه
هاکینن کار خود را در تیم "Saarijärvi Pullistus" به عنوان یک بازیکن جوان شروع کرد. او خیلی زود به تیم ملی دختران نیز راه یافت و در همان فصل در تیم ملی دختران زیر ۱۶، ۱۷ و ۲۰ سال بازی کرد. سپس در تیم ملی الف زنان، او اولین بازی خود را انجام داد. آن مسابقه یک بازی مقدماتی در برابر تیم فرانسه بود. پس از آن او به لیگ اس‌ام رفت تا در تیم پیسلاپلوک فعالیت خود را شروع کند. در همین زمان او به کالج ورزشی "Pihtiputaa" می‌رفت و در آنجا تحصیل می‌کرد. در فصل ۲۰۰۸–۲۰۰۹، هاکینن به تیم "LP Viesti Salo" پیوست که در آن تیم شش قهرمانی متوالی فنلاند و چهار جام فنلاند را کسب کرد. او به دلیل مصدومیت در بهار ۲۰۱۴ از دنیای ورزش خداحافظی و اعلام بازنشستگی کرد.

### تیم‌های باشگاهی
| # | نام تیم باشگاهی    | فصل‌های حضور  |
| - | ------------------ | ------------ |
| ۱ | Ploki / Pislaploki | ۲۰۰۶ تا ۲۰۰۸ |
| ۲ | LP Viesti Salo     | ۲۰۰۸ تا ۲۰۱۴ |

## سیاست
در انتخابات شهرداری‌های فنلاند در سال ۲۰۱۷، سینی هاکینن کاندیدای ائتلاف در تورکو بود و با کسب ۲۱۷ رای برنده شد تا به عنوان معاون شورای شهر فعالیت کند.

## مقام‌ها
- کسب قهرمانی مسابقات اس‌ام در سال‌های ۲۰۰۹، ۲۰۱۰، ۲۰۱۱، ۲۰۱۲، ۲۰۱۳، ۲۰۱۴
- کسب قهرمانی در جام فنلاند در سال‌های ۲۰۰۸، ۲۰۰۹، ۲۰۱۰، ۲۰۱۱
- کسب عنوان بهترین بازیکن نوجوان زن فصل در سال ۲۰۰۸
- قرارگیری در تیم منتخب ستارگان لیگ اس ام در سال ۲۰۰۹